# Edonis
Edonis is een geslacht van libellen (Odonata) uit de familie van de korenbouten (Libellulidae).

## Soorten
Edonis omvat 1 soort:
- Edonis helena Needham, 1905